# 戒疤
戒疤又稱香疤，是汉传佛教净土宗、禅宗等派別的比丘受戒後留下的痕跡。 漢傳佛教以外的佛教徒沒有這個規定。這些汉传佛教比丘受戒時，別人會用艾条（北艾，也有的直接用線香）放在他們的头顶，然后点燃艾条燃烧数分钟，  :506之後头皮會被灼伤，并留下疤痕。   :506 不過这种做法具有危险性，可能会导致受戒者被感染。  :507  :298僧人身上的戒疤数量最少有三個，一般最多有十二個， 如果有比丘要接受菩萨戒，那他的戒疤就有12個。據說也有人有十八个。 戒疤一度是漢傳佛教比丘受戒的標誌，留下戒疤即意味著自己已受戒。

## 歷史
戒疤的歷史至少可以追溯到元朝  ，明高僧传就記載釋志德曾經留下了戒疤。 
1983年12月，中国佛教协会表示戒疤並非是佛教本來就有的習俗而且有害健康，要求全國范圍內的的比丘日後可以不用留下戒疤。 不過仍然有比丘會自願留下戒疤。